# أرينا مدريد

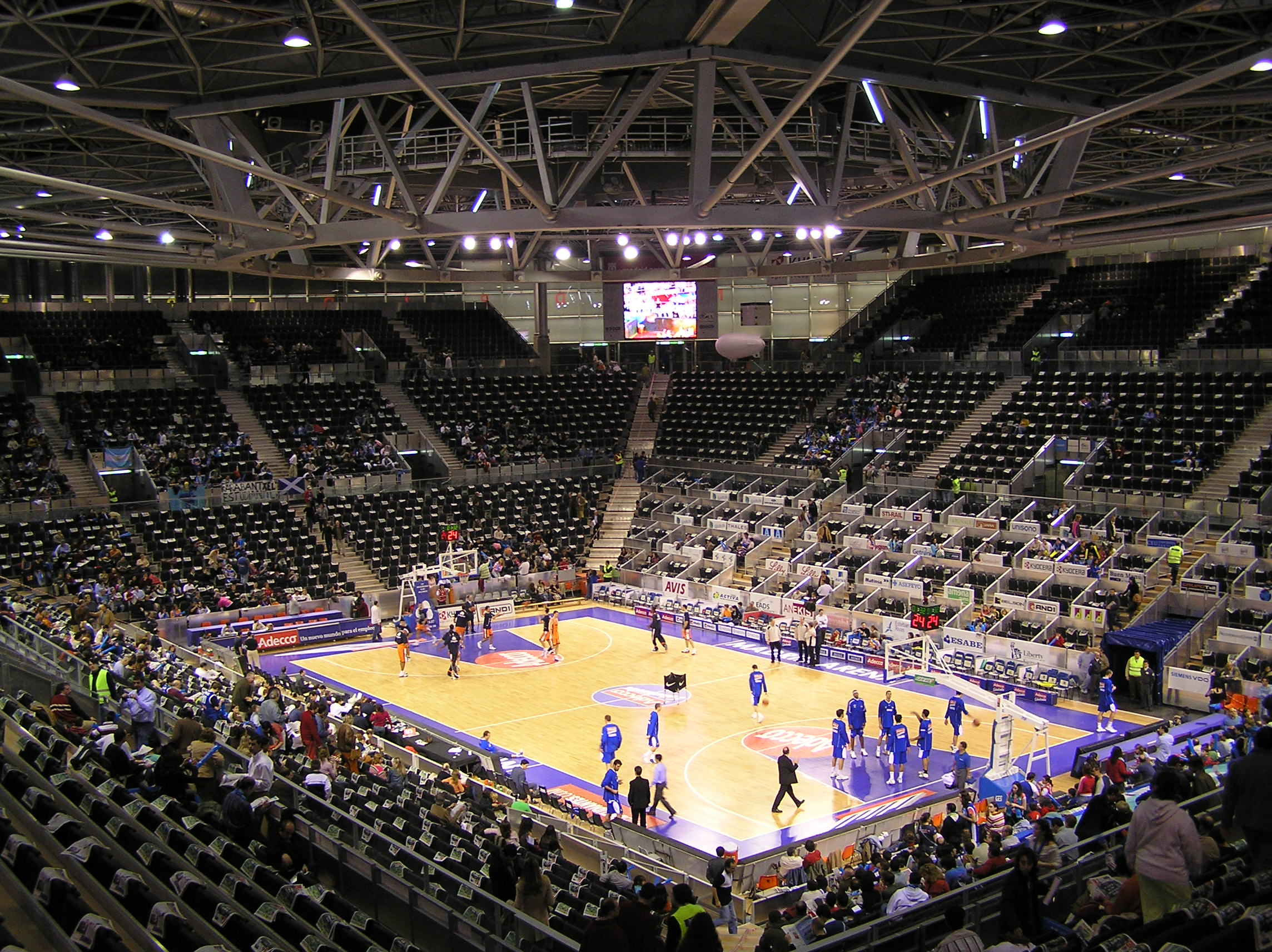
ارينا مدريد من الداخل

ساحة مدريد أو أرينا مدريد هو اسم لساحة رياضية (ملعب) يقع في حديقة كازا دي كامبو في مدريد - إسبانيا. بني في عام 2003 لتكون طاقته الاستيعابيه هي الأكبر في إسبانيا حيث يتسع ل 12,000 مقعد، وعند عقد مباريات كرة السلة يبلغ عدد المقاعد حوالي 10,500.
بين 7-12 نوفمبر 2006 / استضافت أرينا مدريد بطولة سوني اريكسون العالمية، كما استضافت بطولة كرة السلة الأوربية لفرق الدرجة الثانية عام 2007.